# Dipartimenti del governo del Regno Unito
I dipartimenti del governo del Regno Unito sono gli enti per mezzo dei quali il governo del Regno Unito esercita il potere esecutivo. I dipartimenti ministeriali sono determinati da un membro del gabinetto, mentre i dipartimenti non ministeriali sono determinati da un altro ufficiale.

## Elenco dei dipartimenti del governo del Regno Unito

### Dipartimenti ministeriali
- Dipartimento per l'istruzione
- Dipartimento per l'ambiente, l'alimentazione e gli affari rurali
- Dipartimento per i trasporti
- Dipartimento per lo sviluppo internazionale
- Dipartimento per la cultura, i media e lo sport
- Dipartimento per le imprese, l'energia e la strategia industriale
- Dipartimento per il lavoro e le pensioni
- Dipartimento per le comunità e il governo locale
- Dipartimento della salute e dell'assistenza sociale
- Dipartimento dell'energia e del cambiamento climatico
- Ufficio dell'Avvocato generale per la Scozia
- Ufficio del Leader della Camera dei lord
- Ufficio del Leader della Camera dei comuni
- Government Equality Office
- Ufficio per il Galles
- Foreign and Commonwealth Office
- Home Office
- Ufficio per l'Irlanda del Nord
- Ufficio per la Scozia
- Ufficio di gabinetto
- Ufficio dell'Avvocato generale
- HM Treasury
- Ministero della difesa
- Ministero della giustizia

### Dipartimenti non ministeriali
- Dipartimento per l'attuazione del governo
- Treasury Solicitor's Department
- The National Archives
- Ordnance Survey
- Food Standards Agency
- Water Services Regulation Authority (Ofwat)
- UK Statistics Authority
- Commissione prestiti per lavori pubblici
- Registro fondiario di Sua Maestà
- Commissione forestale
- Charity Commission for England and Wales
- Commissioners for Debt Reduction Commissioners
- Her Majesty's Revenue and Customs
- Corte suprema del Regno Unito
- Crown Prosecution Service
- UK Trade and Investment
- Office of Qualifications and Examination Regulation (Ofqual)
- Serious Fraud Office
- Office of Fair Trading
- Office of the Parliamentary Counsel
- Office of Gas and Electricity Markets
- Office for Standards in Education, Children's Services and Skills (Ofsted)
- Office of Rail Regulation